# Scraptia melina
Scraptia melina là một loài bọ cánh cứng trong họ Scraptiidae. Loài này được Champion miêu tả khoa học năm 1916. Loài này có ở Ấn Độ.